# Alban Lakata
Alban Lakata (Lienz, 25 juni 1979) is een Oostenrijks mountainbiker. Hij is gespecialiseerd in de lange afstand, hierin is hij wereldtop

## Overwinningen

### Marathon
- WK: 2x (2015, 2017)
- EK: 2x (2008, 2013)
- OK: 5x (2004, 2008-2011)
- Black Forest Ultra Bike Marathon: 1x (2007)
- Leadville 100: 2x (2011-2012)
- Kitzalp Bike: 2x (2011-2012)
- KitzAlpBike Marathon: 1x (2012)
- Dolomiti Superbike Marathon: 1x (2012)